# Cosas de este mundo
Cosas de este mundo es el undécimo álbum de la banda de rock sevillana Reincidentes. Fue el primer trabajo de la formación grabado y editado por la discográfica Locomotive Music. 
Es un doble álbum con 20 canciones en total donde el grupo continúa con las letras cargadas de mensaje y crítica social de anteriores trabajos.

## Lista de canciones

### Disco 1
1. "Mi Generación"
2. "Indestructibles"
3. "Revolución"
4. "Plegaria para un labrador" (versión de la canción de Víctor Jara)
5. "Amarga habitación"
6. "Himno al bar"
7. "Niño"
8. "¿Quien Es Quien?"
9. "V.I.P."
10. "Violación"

### Disco 2
1. "Latinoamérica"
2. "Mírame, Mírate"
3. "Yo Acuso"
4. "Tú" (versión de la canción Somebody Put Something in My Drink de Ramones)
5. "La Cadena"
6. "A un Dios"
7. "Ganao (parte 2)"
8. "Sería más fácil"
9. "Sobre las ruedas"
10. "Este Largo Caminar"